# 3922 Heather
A 3922 Heather (ideiglenes jelöléssel 1971 SP3) a Naprendszer kisbolygóövében található aszteroida. Carlos Torres fedezte fel 1971. szeptember 26-án.